# Tylomantis fuliginosa
Tylomantis fuliginosa es una especie de mantis de la familia Iridopterygidae.

## Distribución geográfica
Se encuentra en las Islas Aru y el Archipiélago de Bismarck.